# Jack Butland
Jack Butland, född 10 mars 1993 i Bristol, är en engelsk fotbollsmålvakt som spelar för Rangers.

## Klubbkarriär
Butland gjorde sin debut i the Football League i september 2011 på lån i League Two-klubben Cheltenham Town.
Den 16 oktober 2020 värvades Butland av Crystal Palace, där han skrev på ett treårskontrakt. Den 6 januari 2023 lånades Butland ut till Manchester United på ett låneavtal över resten av säsongen 2022/2023.
Den 6 juni 2023 värvades Butland av skotska Rangers, där han skrev på ett fyraårskontrakt.

## Landslagskarriär
Jack Butland har representerat alla Englands ungdomslandslag upp till U21-landslaget och blev som ersättare till skadade John Ruddy uttagen till EM i fotboll 2012.